# Presbyterium
Možná hledáte: Presbytář
Presbyterium (lat.) je moderní termín používaný v římskokatolické církvi a východních katolických církvích po Druhém vatikánském koncilu pro kolegium kněží v aktivní službě v rámci místní církve, jako je diecéze nebo eparchie. Toto těleso ve spojení se svým biskupem jako kolektiv je symbolem spolupráce a kolegiální povahy jejich duchovenské služby, jak ji inspirovaly reformy provedené během Druhého vatikánského koncilu. 
Presbyterium je nejviditelnější při svěcení nových kněží a biskupů a při mši svaté: mši na Zelený čtvrtek (Missa chrismatis), při níž se žehnají oleje používané při svátostech křtu, biřmování, pomazání nemocných a svěcení. Je k vidění i při dalších zvláštních liturgických obřadech, jako je smuteční rozloučení a pohřeb jejich biskupa. 
Z liturgického hlediska je presbyterium v katolickém kostele prostor, v němž působí duchovní. Běžněji se nazývá kněžiště.

## Etymologie
Slovo presbyterium je latinizovaná forma řeckého πρεσβυτέριον (presbyterion), „rada starších, presbyterium“, z řeckého πρεσβύτερος (presbyteros), komparativu πρέσβυς (presbys), „starší“.

## Presbyterát
Presbyterát je další termín, který se používá pro označení svátostné kolegiality kněží s jejich biskupem, běžně používaný v anglikánském společenství. V církvích, které mají apoštolskou posloupnost, se projevuje v koncelebraci eucharistie, ve spojení s biskupem při vkládání rukou na kněžské svěcení, v kolegiálních procesích, při uvedení do úřadu, pohřbech a dalších liturgických činnostech. V katolické církvi se používá pro označení druhého stupně kněžství – říká se, že člověk je „vysvěcen do presbyterátu“. Katechismus katolické církve v paragrafu 1536 uvádí, že ve svátosti svěcení existují tři různé řády apoštolské služby: episkopát, presbyterát a diakonát.